# Restrepia aristulifera
Restrepia aristulifera Garay & Dunst. (1972) es una especie de orquídeas de la familia de las Orchidaceae.
Su nombre deriva del latín y se refiere a las aristas en la base de cada pétalo.

## Hábitat
Se encuentran en Venezuela y Colombia en elevaciones de 1800 a 2800 m s. n. m.

## Descripción
Es una planta de tamaño medio,que prefiere clima fresco a frío creciente, epífita, erecta, alargada y envuelta en 6 a 12 vainas basales, blanquecinas, comprimidas, algo imbricadas y una sola hoja , apical, erecta, elíptica, aguda, con la base redondeada o cuneada  que florece en primavera y en otoño en una delgada inflorescencia de 3 a 5 cm de largo, produciéndose sucesivamente una única flor que tiene 2 cm en la inflorescencia.